# バーン・ガニア
バーン・ガニア（Verne Gagne、本名：LaVerne Clarence Gagne、1926年2月26日 - 2015年4月27日）は、アメリカ合衆国のプロレスラー。アマチュアレスラー 、 フットボール選手 、レスリングトレーナー、 レスリングプロモーターでもあった。 AWAのオーナー兼プロモーターとしても活躍し、AWAの帝王と呼ばれた。息子のグレッグ・ガニアもプロレスラーである。
ミネアポリスをベースとするアメリカン・レスリング・アソシエーション （AWA）のプロモーターとして、1991年に会社が解散するまで、長年にわたりアメリカ中西部とマニトバで、プロモーターとして活動していた。
アマチュアレスラーとして2つのNCAAタイトルを獲得し、1949年にプロレスラーへ転向する前年の1948年のロンドンオリンピックではフリースタイルレスリングチームのアメリカ代表を務めた。
プロレスラーとしても10回にわたりAWA世界ヘビー級王座に就き、日本ではIWA世界ヘビー級王座も就いている。また、旧AWA世界ヘビー級選手権（オマハバージョン）などタイトルも5回獲得している。ガニアは、単一世界王座の通算最長のタイトルの保持者としても3位（ ブルーノ・サンマルチノとルー・テーズに次ぐ）記録を持っている。なお、ガニアはWWE殿堂、WCW殿堂およびプロレス殿堂入りしたわずか7人のうちの1人である。

## 来歴

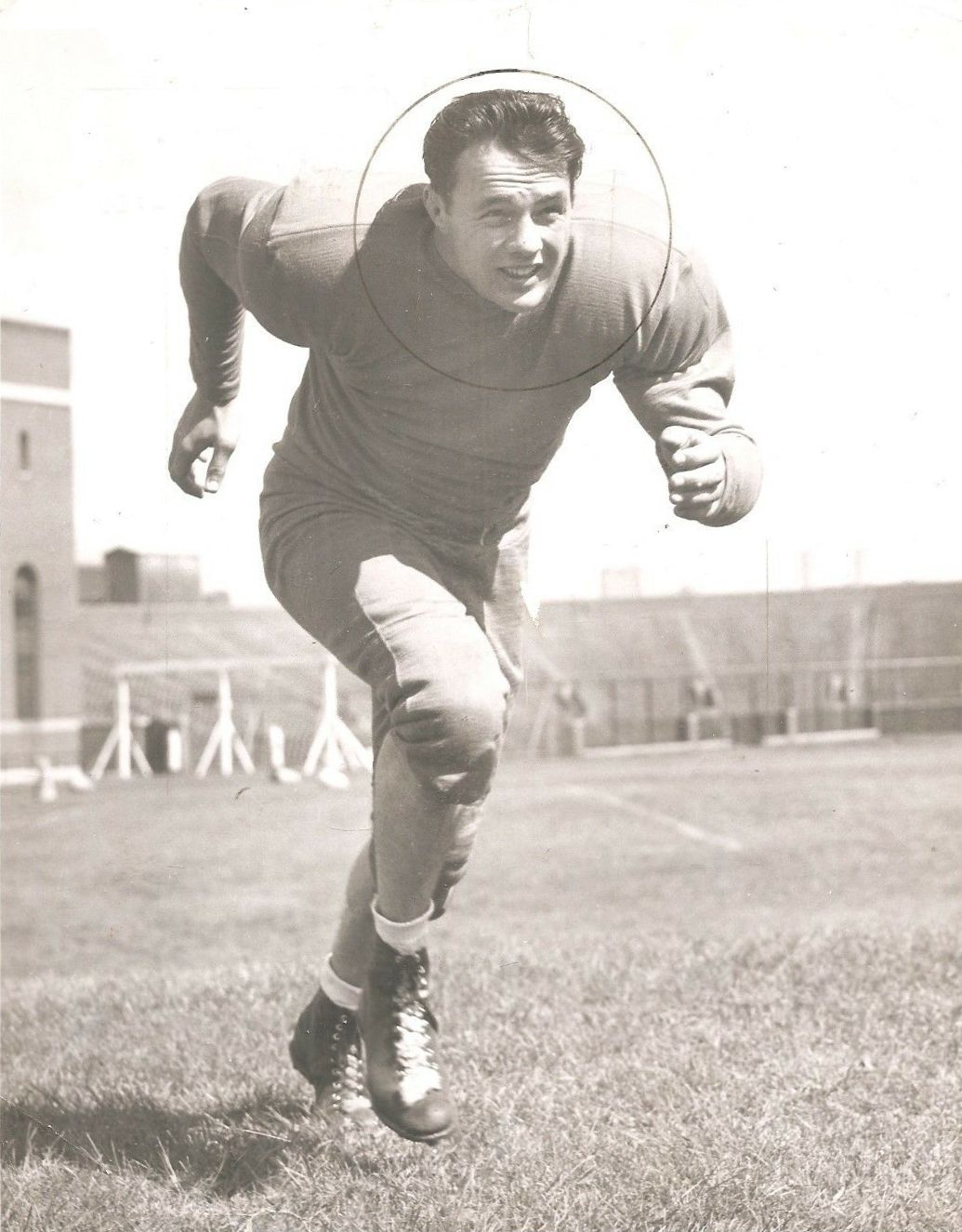
1940年代のガニア

ガニアはミネソタ州 コーコランで生まれ、ミネソタ州ロビンスデールの 農場で育つ。母親が亡くなり、14歳で家を出る。その後ロビンスデール高校に進学し、ハイスクール時代は、レスリングとアメリカンフットボールの選手として活躍。フットボール、野球、レスリングに励み、レスリングでは地区、地方、州の優勝を果たし、フットボールでもプロフットボールのチームにも指名されている。1943年にガニアはミネソタ大学（University of Minnesota）に進学、1年の大学終了後、ガニアは海軍水中破壊工作部隊に従軍。その後、ミネソタ大学に復学しアマチュアレスラーとして2回のNCAAタイトルを獲得。1948年にはフリースタイルレスリングのロンドンオリンピック代表に選ばれた。後にガニアのコーチは、ガニアがカーニバルレスリングの試合に出場し賞金を得た事を発見し、アマチュア選手の資格問題に発展しかけたが、この件は有耶無耶になっている。

### フットボール選手としてのキャリア
一方フットボール選手としても短期間だがNFLのシカゴ・ベアーズに1947年のNFLドラフトで指名され
プレーした。ガニアは、1947年のNFLドラフトの第16巡目（145番目の指名）でシカゴベアーズに指名されNFLに入団するも 当時のベアーズのオーナーであるジョージ・ハラスは、ガニアがフットボールとプロレスの両方に出場する事を防ぐ意味で、ガニアにフットボールを選ぶかプロレスを選ぶかの選択を強いたが、ガニアはフットボールよりもプロレスを選んだ。なお、2006年のWWEのインタビューで、ガニアの息子であるグレッグ・ガニアは、父から当時はフットボールをするよりもプロレスの方が給料が良かったと言われたと述べている。  

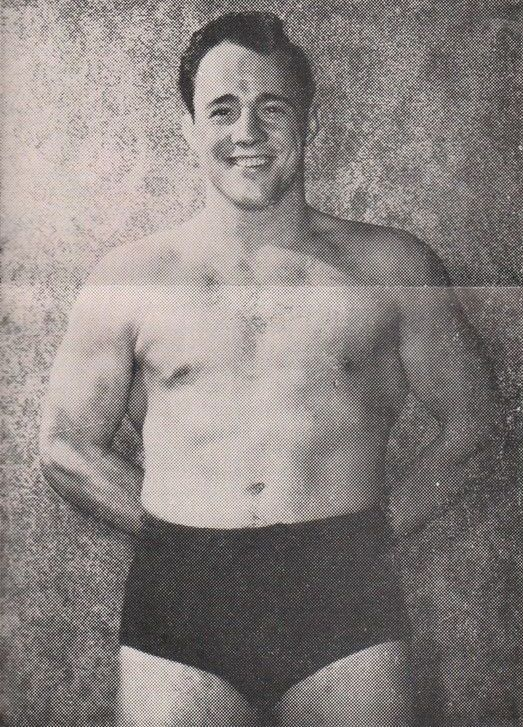
1950年代初頭のガニア

### プロレスのキャリア

#### ナショナルレスリングアライアンス
スポーツ選手としての華々しい実績から、NWAミネアポリス地区のプロモーターにスカウトされ鳴り物入りで1949年にプロレスデビュー。ガニアはテキサス州でキャリアをスタートさせ、デビュー戦では元世界ヘビー級ボクシングのチャンピオンであるジャック・デンプシーをレフェリーに迎え、デビュー戦に勝利した。
1950年11月13日、ガニアは空位であったNWA世界ジュニアヘビー級王座を王座決定トーナメントに優勝し獲得。1953年9月、フレッドコーラーエンタープライズで 、ガニアはNWAが新設したUSヘビー級王座（デトロイトバージョン）を獲得。ガニアは1950年代に最も高い給与を支払われたレスラーの1人であると噂されており、年間10万ドルを稼いでいると伝えられている。 1957年6月14日、エドワード・カーペンティアがシカゴでNWA世界ヘビー級王者のルー・テーズを破り新王者になるも、NWAは後にシカゴでの王座移動を無効とし、タイトルをテーズに戻した。しかし、ネブラスカを含むNWAに加盟していたプロモーター達は、決定に従うことを拒否し、カーペンティアを王者としてタイトルマッチを行っていた。カーペンティアは1958年8月9日にオマハでガニアに敗れタイトルを失い 、ガニアはカーペンティアを王者として認めていた地域でNWA世界ヘビー級王者になるも、その後3か月後にウィルバー・スナイダーにベルトを明け渡した。1960年の初めまで、ガニアはあまり試合に出場せず、プロモーターとしての活動に焦点を向けていた。

### AWAの結成
プロモーターとしての活動と共に、その後も少ない試合数ながらも、ルー・テーズなどと並ぶメインイベンターとして人気を得ていたが、政治的な待遇面でNWA会長のサム・マソニック派と衝突し、1960年5月にミネソタ地区のプロモーター達と共にNWAを離脱。ミネアポリスを本拠地とするAWA（アメリカン・レスリング・アソシエーション）を結成した。AWA結成以前のミネアポリスのテリトリーはNWAの傘下にあったため、AWAは当時NWA世界ヘビー級王者であったパット・オコーナーを初代AWA世界ヘビー級王者としてNWA脱退後もそのまま継続して認定し（記録上は、オコーナーのNWA王座獲得日である1959年1月9日）、オコーナーをAWA・NWA統一世界王者とした。そして、AWAは王者であるオコーナーにバーン・ガニアとの指名試合を勧告、90日以内にガニアとの試合を行わない場合はAWA王座の剥奪をすると通達。しかし、オコーナー側は正式なオファーが来ていないという理由からガニアとの指名試合を拒否したため、指名試合勧告から90日後にオコーナーのAWA王座は剥奪され、1960年8月に指名挑戦者であったガニアをAWA王者と認定、AWAとNWAの世界王座が切り離され独立をする。
ガニアは1980年7月18日までの20年間に、同王座を通算10回獲得、長期間トップレスラーとして君臨し、プロモーターとしても短期間でNWAの対抗勢力にまでAWAを成長させ、現役レスラーであったことなどから会長にはならなかったものの、AWAの実権を掌握していた。また、国際プロレスとの提携で欧州からビル・ロビンソンや若き日のアンドレ・ザ・ジャイアントなどをアメリカに迎え入れたほか、1970年代からはプロレスラー養成所「ガニア・キャンプ」を開設。プロレス団体内に自前のジムを持つことは当時のアメリカでは珍しい事例であり、トレーナーにはガニア自身に加えてビル・ロビンソンやコシロ・バジリを起用して、新人選手を育成した。ガニア・キャンプではリック・フレアー、リッキー・スティムボート、サージェント・スローターなど、後にNWAやWWFの世界王者として名声を馳せるレスラーを輩出している。
1981年1月18日にはジャイアント馬場3000試合連続出場突破記念試合で馬場の保持するPWFヘビー級王座と自身の保持するAWA世界ヘビー級王座のダブルタイトルマッチを行い（3本勝負で行われ1-1のドローで両者王座防衛）、その年のプロレス大賞ベストバウトに選ばれている。同年5月、AWA王座を保持したまま引退。団体経営に専念する。
レスリングの名選手だったガニアはレスリングの基礎がしっかりしたレスラーを重用する傾向が顕著で（悪役ですらマッドドッグ・バションやバロン・フォン・ラシクのように「レスリングの出来る」選手が重用された）、ハルク・ホーガンやロード・ウォリアーズなど、ガニアの引退後に台頭してきた派手なパワーファイターには懐疑的で、彼らの商品価値を見誤り、ホーガンを評価せずAWA世界ヘビー級王座には就かせなかった。1983年末にホーガンはビンス・マクマホン・ジュニアに引き抜かれてWWFへ移籍し、絶大な人気を得ることになる。その後、AWAは1984年から始まったWWFによる全米制圧の最初のターゲットにされ、ホーガンだけでなく多くの主力選手やスタッフ（ブッカーのブラックジャック・ランザ、アナウンサーのジーン・オーカーランド、マネージャーのボビー・ヒーナンなど）を次々と引き抜かれたため、一気に弱体化する。WWFへの対抗手段として、NWA系のプロモーションであるMACWや提携団体だったCWAとの合弁事業組織「プロレスリングUSA」を立ち上げて、各地で合同興行を開催したが、ジム・クロケット・ジュニアとの確執などでNWAとの共同路線は頓挫。本拠地であるミネアポリスの観客動員も激減してAWAの人気は凋落し、1991年に活動を停止する。AWA崩壊後のガニアはミネアポリスにビルを借り、ボクシングとレスリングのジムを営んでいたが、ビルの使用料を8か月滞納。抵当先のミネアポリス・ノースウエスト銀行がガニアを告訴したことで1993年8月13日、ガニアは自己破産した。AWAの崩壊以降、ガニアはミネソタ州知事となったジェシー・ベンチュラの相談役として表に出たこともあったが、プロレス業界との関係を絶っていた。

### 殿堂入り
2006年4月、ガニアは息子のグレッグ・ガニアの推挙によってWWE殿堂に迎えられ久々に公の場に姿を見せた。 彼はWWE 、WCW殿堂、プロレス殿堂の受賞者である6人の一人に選出される。 ガニアはWWEの歴史上では「対立組織の総帥」としてしか登場しないが、WWWF設立以前のマディソン・スクエア・ガーデンの主役であり、ガニアの受賞をきっかけとしてWWEの歴史には登場しない他のNWA、AWA系の人物たちも続々と殿堂入りを果たしている。

### ヘルムート・グットマンの死
2009年1月26日、ガニアは居住するミネソタ州ブルーミントン施設で、同じ施設の住人である97歳（当時）男性のヘルムート・グットマン（Helmut Gutmann）と口論になった。 その場に居合わせなかったグットマンの未亡人によると、85歳（当時）のガニアはグットマンを持ち上げて床に投げつけたと証言しているが、 目撃者は不在で、被害者・ガニアとも認知症を患っており状況が不明なまま、負傷したグットマンは病院に入院し、2月14日に負傷による合併症で死亡した。  2009年2月25日、この一件はヘンネピン郡検診局によって殺人と正式に決定されたが、2009年3月12日ヘネピン郡検察庁は、ガニアは認知症のためグットマンを害する意図に必要な精神的能力が不足していたと判断され、ガニアは殺人罪には問われず、刑事告訴されることはないと正式に発表した。

### 病気と死
ガニアはアルツハイマー病（または頭部外傷の生涯に起因する慢性外傷性脳症） と診断され、ミネソタ州ブルーミントンの医療施設の記憶喪失セクションに入院していた。2009年の事件以降、彼は娘のベスと夫のウィルの娘夫婦と共に暮らし、 時折息子のグレッグに助けられて、公の出演を続けたが、2015年4月27日、89歳でブルーミントンにて死去。

## 日本との関係
1970年2月、国際プロレスに初来日。同時に業務提携を結び、以降ブッカーとして多数の選手を来日させた。国際プロレスの吉原功社長とは太いパイプで結ばれ、1974年11月には、AWA世界ヘビー級王者のガニアとAWA世界タッグ王者チームのニック・ボックウィンクル&レイ・スティーブンスの現役AWA世界王者3人が同時来日した。その一方、ビル・ロビンソンやアンドレ・ザ・ジャイアントをはじめとして、国際プロレス経由でAWA参戦を果たしたレスラーも存在する。ただし、ビジネスに関しては相当シビアだったと言われており、国際がAWAとの提携を解消したのは、高額なブッキング料に団体経営が圧迫されていたことが要因とされ、当時国際プロレスの北米地区のブッカーを担当していた大剛鉄之助のルートからの招聘の比重が高まるに至り、ガニアから「自分達（AWA）を取るか、大剛を取るか」と迫られ、この時、吉原代表が大剛を選んだために提携は解消されている（なお、AWAと国際プロレスの提携は1975年で終了したが、1979年から1980年にかけて一時的に提携が再開され、ガニアとボックウィンクルが単発的に国際に参戦している）。
その後は全日本プロレスと業務提携を結び、1976年にはジャンボ鶴田試練の十番勝負第一戦でのジャンボ鶴田戦で全日本初登場。1981年には前記のジャイアント馬場3000試合連続出場突破記念試合で馬場と対戦（当初ガニアは「3000? 俺は倍ぐらいやっている」と言っていたが、デビュー以来の連続無欠場記録と聞いて「それは素晴らしい記録だ」と出場を快諾したという）。そのほかにも自身を破ってAWA世界ヘビー級王者となったニック・ボックウィンクルらを送り込んでいる。全日本との提携は1980年代後半まで続き、鶴田AWA奪取と日本人世界王者初の米国サーキット、ボックウィンクルとハーリー・レイスの夢の世界王者コンビ、AWA王者リック・マーテルとNWA王者リック・フレアーのダブル世界戦など数々のドリームマッチを日本にもたらした。
AWA終焉間近となった1990年ごろには新日本プロレスと提携し、王者ラリー・ズビスコを新日本に送り込んだ。1990年2月の新日本東京ドーム大会でマサ斎藤がズビスコを破って王者になっているが、斎藤は1980年代のAWAでミスター・サイト－と名乗ってヒールとして活躍していた。

## 獲得タイトル
アマチュアレスリング
- アマチュアアスレチックユニオン
  - 北西AAU選手権（1942）
  - NCAAチャンピオンシップ（1948、1949）
- ビッグテン会議
  - ビッグテン会議選手権（1944、1947、1948、1949）
- ミネソタ州立高校リーグ
  - ミネソタ州選手権（1943）
- 全米大学体育協会
  - NCAAチャンピオンシップ（1948、1949）
- オリンピック競技
  - 1948 アメリカ合衆国 オリンピックチームのメンバー[23]

プロレス
- カリフラワーアリークラブ
  - ルー・テーズ賞（ 2006 ）
- フレッドコーラーエンタープライズ
  - NWAナショナルヘビー級選手権（シカゴ版） （ 2回 ） [24]
- ジョージトラゴス/ルーテスプロレスリング殿堂
  - 1999年度[25]
- 国際プロレス
  - IWA世界ヘビー級選手権 （ 1回 ）
  - NWA世界タッグ選手権（シカゴ版） （ 1回 ）– エドワード・カーペンティア [26]
- NWAミネアポリスレスリングアンドボクシングクラブ/アメリカレスリング協会
  - AWA世界ヘビー級選手権 （ 10回 ） [27]
  - AWA世界タッグ選手権 （ 4回 ）–ムースエヴァンス（1）、 クラッシャー・リソワスキー （1）、ビル・ロビンソン（1）、 マッドドッグ・バション （1） [28]
  - NWA世界タッグ選手権（ミネアポリスバージョン） （ 4回 ）– ブロンコ・ナグルスキー （1）、 レオ・ノメリーニ （2）、 ブッチレヴィ （1） [29]
  - 世界ヘビー級選手権（オマハバージョン） （ 5回 ） [30]
  - AWA全米ヘビー級選手権 （ 2回 ）
- AWA世界ヘビー級王座
- オマハ版世界ヘビー級王座（AWA世界ヘビー級王座に統一）
- AWA世界タッグ王座
- NWAトライステート
  - NWA世界ジュニアヘビー級選手権 （ 1回 ） [31]
- プロレスリングイラストレイテッド
  - スタンリーウェストン賞 （1986）
  - 2003年の「PWIイヤーズ」の期間中、PWIは彼を500名のシングルスレスラーの158位にランクした。
- プロレスリング殿堂
  - 2004年度 [32]
- ロビンスデール高校のスポーツ殿堂
  - 就任クラス（2013） [33]
- サウスウエストスポーツ株式会社
  - NWAテキサスヘビー級選手権 （ 2回 ） [34][35]
  - NWA世界タッグ選手権 （ 1回 ）–ウィルバー・スナイダー [36][37]
- 東京スポーツ
  - マッチオブザイヤーアワード （1981）- 1月18日 対ジャイアント馬場 [38]
- WCW
  - WCW殿堂 （ 1993年度 ） [39]
- WWE
  - WWE殿堂 （ 2006年度 ） [40]
- レスリングオブザーバーニュースレター
  - レスリングオブザーバーニュースレターの殿堂 （ 1996年度）

## 得意技
- スリーパーホールド
- ドロップキック

## 育成選手
- ラリー・ヘニング
- ジン・アンダーソン
- ラーズ・アンダーソン
- バロン・フォン・ラシク
- マイク・ボイエッティ
- ブラックジャック・マリガン
- オレイ・アンダーソン
- バディ・ウォルフ
- サージェント・スローター
- アイアン・シーク
- ケン・パテラ
- リック・フレアー
- グレッグ・ガニア
- ジム・ブランゼル
- バディ・ローズ
- スコット・アーウィン
- リッキー・スティムボート
- ポール・エラリング
- スティーブ・オルソノスキー
- カート・ヘニング
- ブラッド・レイガンズ
- ジョン・ノード
- ブライアン・ノッブス
- ジェリー・サッグス
- スコット・ノートン